# 準擬棘茄魚
準擬棘茄魚（学名：Halieutopsis simula）为輻鰭魚綱鮟鱇目棘茄魚亞目棘茄魚科擬棘茄魚屬下的一个种，為深海底棲魚類，分布於西太平洋區，包括台灣、菲律賓、印尼、澳洲海域，棲息深度約512公尺，體長可達6.5公分，棲息在沙泥底質水域，以小型無脊椎動物為食，生活習性不明。